# Pseudolycopodium densum
Espèce
Pseudolycopodium densum est une espèce de plante vasculaire de la sous-famille des Lycopodioidées, et, à ce jour, l'unique espèce du genre Pseudolycopodium, ce qui en fait une plante monotypique. Elle est originaire de l’hémisphère sud. 

## Taxonomie

### Historique
Initialement décrite en 1807 par Jacques Labillardière sous le nom Lycopodium densum, cette espèce a connu plusieurs changements nomenclaturaux. En 1944, Werner Rothmaler l’a reclassée sous le genre Lepidotis en raison de ses caractéristiques morphologiques distinctes. Cependant, en 1983, Josef Holub a établi le genre Pseudolycopodium pour regrouper cette espèce et refléter ses différences par rapport aux autres membres du genre Lycopodium.
Malgré ces clarifications taxonomiques, certains systèmes, notamment Tropicos, continuent d’utiliser le nom Lycopodium deuterodensum. Toutefois, la classification proposée par Holub est désormais largement acceptée et reconnue par le Pteridophyte Phylogeny Group (PPG I) depuis 2016.

### Description
Pseudolycopodium densum est une plante vivace, caractérisée par une croissance buissonnante pouvant atteindre une hauteur d'environ un mètre. Ses tiges, dressées et ramifiées, portent des feuilles étroites, linéaires et aciculaires, qui sont disposées de manière hélicoïdale autour de l'axe principal. Cette organisation particulière donne à la plante un aspect dense, d'où son épithète spécifique « densum ». 
Les structures reproductives de l'espèce prennent la forme d’épis sporangifères situés à l'extrémité des tiges. Ces épis produisent des spores, qui sont le principal mode de reproduction de cette lycophyte. Les spores légères et facilement dispersées permettent à la plante de coloniser de nouvelles zones, bien que sa croissance reste lente et localisée.

## Distribution et habitat
Originaire de l'hémisphère sud, Pseudolycopodium densum est principalement observée dans trois régions : l'Australie, la Nouvelle-Zélande et la Nouvelle-Calédonie. En Australie, elle colonise les régions côtières et montagneuses, où les conditions de forte humidité et de sols sableux sont idéales. En Nouvelle-Zélande, sa présence est limitée à l’île du Nord, où elle s’épanouit dans les zones ouvertes ou légèrement ombragées. En Nouvelle-Calédonie, cette espèce est commune dans les forêts tropicales humides, où elle joue un rôle significatif dans la stabilisation des sols fragiles,,.
Son habitat naturel se caractérise par des sols bien drainés, souvent pauvres en nutriments. Elle s’adapte particulièrement bien aux environnements à forte pluviométrie, où elle contribue à la conservation de l’humidité des sols et des microclimats environnants.